# Scanners: The Showdown
Série
Scanner Cop
(1994)
Pour plus de détails, voir Fiche technique et Distribution.
Scanners: The Showdown ou Scanners : L'épreuve au Québec (Scanner Cop II) est un film canado-allemand réalisé par Steve Barnett et sorti directement en vidéo en 1995. Il s'agit du 5e et dernier volet d'une saga débutée avec Scanners de David Cronenberg en 1981. Daniel Quinn y reprend son rôle de Samuel Staziak

## Synopsis
La suite des aventures de Sam Staziak, policier ayant le pouvoir de « scanner ».

## Fiche technique
- Titre original : Scanners: The Showdown
- Titre québécois : Scanners : L'épreuve
- Titre alternatif : Scanner Cop II
- Réalisation : Steve Barnett
- Scénario : Mark Sevi
- Musique : Richard Bowers
- Photographie : Tom Jewett
- Montage : Patrick Rand
- Production : Pierre David
- Société de production : Image Organization, Malofilm et Starlight
- Pays de production :  Canada et  Allemagne
- Genre : Horreur et science-fiction
- Durée : 95 minutes
- Dates de sortie : 
  - Allemagne : 25 janvier 1995 (vidéo)

## Distribution
- Daniel Quinn : le détective Samuel Staziak
- Patrick Kilpatrick : Karl Volkin
- Khrystyne Haje : Carrie Goodart
- Stephen Mendel : le détective Jim Mullins
- Robert Forster : le capitaine Jack Bitters
- Brenda Swanson : Glory Avionis
- Jerry Potter : le shérif Jake

## Accueil
TV Guide a donné au film la note de 2/5.